# 永續環境教育中心

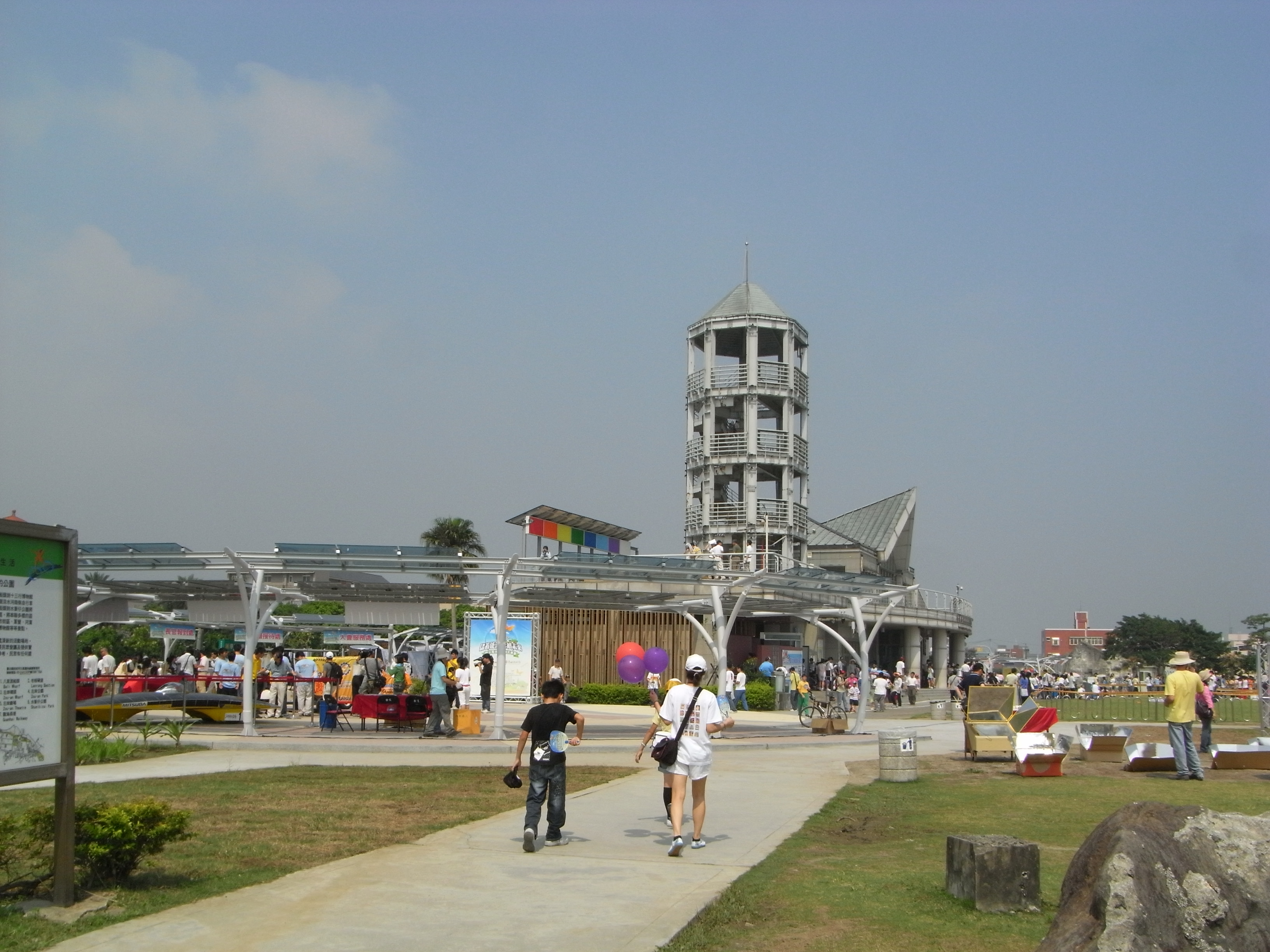
永續環境教育中心

永續環境教育中心位於新北市八里區觀海大道上，旨在成为濕地保育、環境保護、節能省碳方面的教育推廣平台。

## 簡介

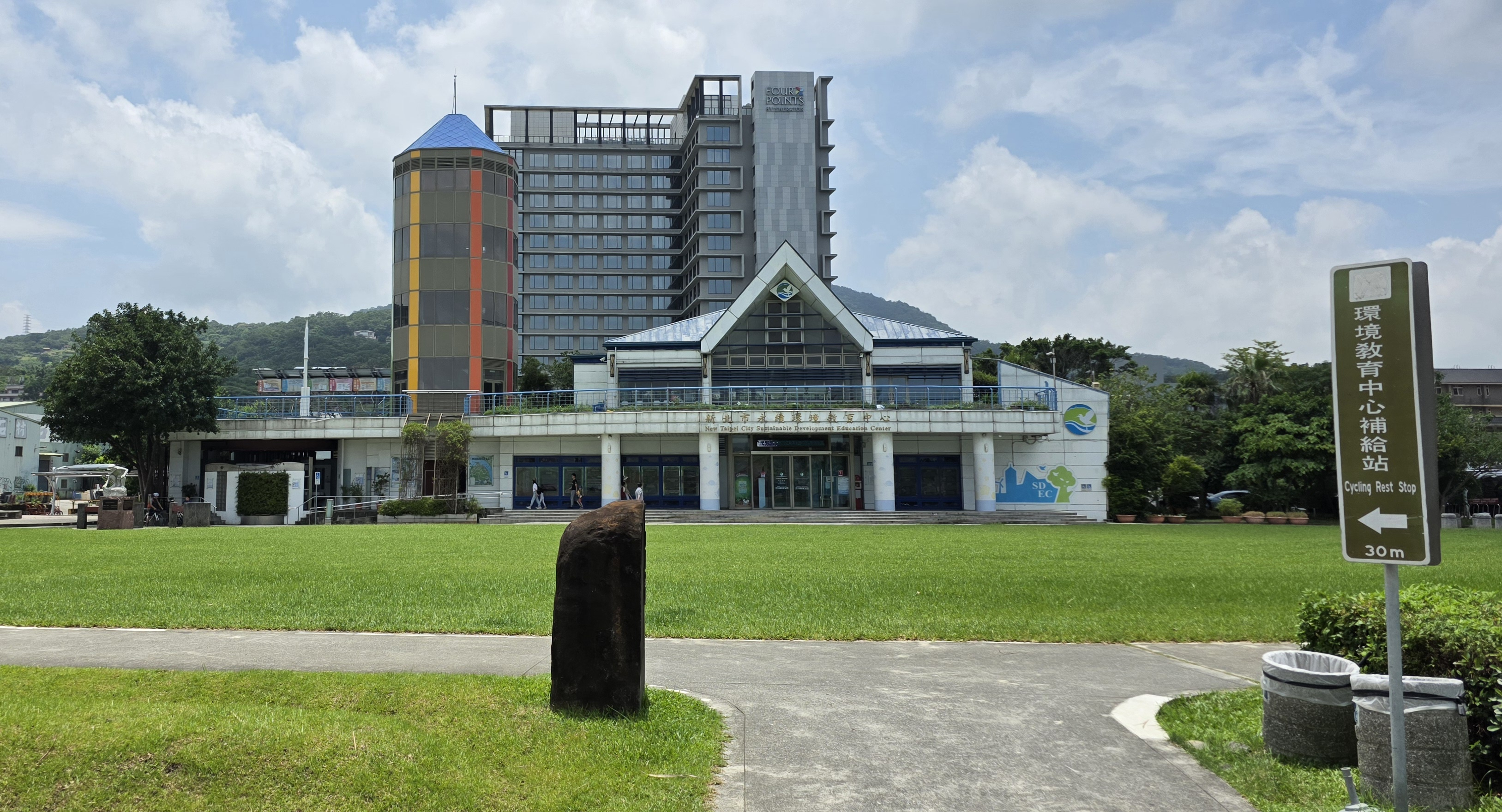
2025年的新北市永續環境教育中心與後方的八里福朋喜來登酒店。

永續環境教育中心位居新北市挖子尾自然保留區內，原為『八里左岸會館』。今與學術團體合作，將環境教育與學校教育課程融合，提供學校學生實地環境教育教材。中心結合新北市各區中小學，以永續校園、濕地生態、低碳學校、海洋環境及生態循環等主軸推動環境教育。

## 服務內容
中心結合新北市各區中小學學校以永續校園、濕地生態、低碳學校、海洋環境及生態循環等主軸推動環境教育，引導學童將節能省碳落實於日常生活，進而將環保意識帶入家庭之中，推動全民做環保的共識。

## 組織
該中心組織主要分為行政管理、專業知能研發、校園教學推廣、環教內容規劃、濕地教育推廣及環教種子培訓等組別。

## 外部連結
- 新北市永續環境教育中心官網